# Mahmut Temür
Mahmut Temür (* 8. Oktober 1989 in Düren) ist ein ehemaliger türkischer Fußballspieler, der im zentralen oder äußeren Mittelfeld eingesetzt wurde.

## Laufbahn als Spieler
Temür begann bei der SG Düren 99 bei den Bambini mit dem Fußballspielen und wechselte 1999 in die D-Jugend der Sportfreunde Düren. Dort spielte er fünf Jahre und wechselte zur Saison 2004/2005 in die B-Jugend des FC Düren-Niederau. Von dort gelangte er 2005 zur A-Jugend des 1. FC Köln. In der Saison 2007/08 machte er in der U-19-Mannschaft auf sich aufmerksam, als er in 23 Spielen 17 Tore erzielte und mit dem Team die Endrunde um die deutsche A-Jugend-Meisterschaft erreichte. In der Saison hatte er auch seine ersten beiden Einsätze für die U 23 in der Oberliga. In der darauf folgenden Saison absolvierte er seine erste Spielzeit in der zweiten Mannschaft, bei der er in 21 Spielen drei Tore erzielte. Im zweiten Jahr steigerte er sich auf fünf Tore und neun Vorlagen in 27 Spielen. In der Zeit bei der Amateurmannschaft trainierte er häufig bei der ersten Mannschaft mit, doch Trainer Zvonimir Soldo plante für die Saison 2010/11 nicht mit ihm. Daraufhin wechselte er in die 3. Liga zum SSV Jahn Regensburg und unterzeichnete einen Vertrag bis Sommer 2012.
Bei den Oberpfälzern war er sofort Stammspieler und absolvierte 35 der 38 Saisonspiele. Während er da noch oft im linken Mittelfeld eingesetzt wurde, rückte er im Jahr darauf auf die zentrale Spielmacherposition. Auch im zweiten Jahr war er eine feste Größe im Team, bis ihn eine Hüftverletzung im Saisonendspurt außer Gefecht setzte. Die Mannschaft erreichte die Relegationsspiele, bei denen Temür einmal eingewechselt wurde. Regensburg setzte sich schließlich gegen den Karlsruher SC durch und stieg in die 2. Bundesliga auf. Anschließend wurde sein Vertrag allerdings nicht verlängert. Temür war zunächst vereinslos, ehe ihn im September 2012 der Drittligist Rot-Weiß Erfurt verpflichtete. Nach nur fünf Kurzeinsätzen wurde sein Vertrag zur Rückrunde 2012/13 jedoch vorzeitig aufgelöst. Am 31. Januar unterschrieb Mahmut Temür einen Vertrag bis zum 31. Juli 2013 beim FC 08 Homburg.
Im Sommer 2013 wechselte Temür zum türkischen Zweitligisten Mersin İdman Yurdu. Mit diesem Verein beendete er die Saison als Playoff-Sieger und stieg in die Süper Lig auf. In der Süper Lig wurde er vom neuen Cheftrainer Rıza Çalımbay nur sporadisch eingesetzt und spielte zuletzt für die Reservemannschaft. Zur Rückrunde der Saison 2014/15 wechselte er zum Zweitligisten Gaziantep Büyükşehir Belediyespor. Bei diesem Verein arbeitete er mit Hakan Kutlu, jenem Trainer, mit dem er eine Saison zuvor bei Mersin İY zusammengearbeitet hatte. Im Sommer 2015 wechselte er innerhalb der TFF 1. Lig zu Adanaspor. Zur nächsten Rückrunde zog er zum Ligarivalen Karşıyaka SK weiter. Hier spielte er bis 2018 und schloss sich dann Regionalligist Alemannia Aachen an. Mit dem Verein konnte er zwar den Mittelrheinpokal gewinnen, sein Vertrag wurde allerdings nicht mehr verlängert.
Im Sommer 2019 schloss er sich dem Bezirksligisten SV Eintracht Hohkeppel an. Mit seinem Verein stieg er 2020 in die Landesliga Mittelrhein. 2022 folgte der Aufstieg in die Mittelrheinliga, wo er mit dem Verein in der anschließenden Spielzeit 2022/2023, souverän die Klasse auf dem 5. Platz halten konnte. Nach Ablauf der Spielzeit 2022/2023 beendete Temür seine aktive Laufbahn.

## Laufbahn als Trainer
In der Spielzeit 2018/2019 war Temür als U19 Co-Trainer des 1. FC Düren tätig. Zur Spielzeit 2022/2023 übernahm er den Trainerposten beim SV Eintracht Hohkeppel, wobei er in seinem letzten aktiven Jahr als Spieltrainer fungierte.

## Nationalmannschaft
Am 25. November 2008 debütierte Temür für die türkische U-20-Nationalmannschaft gegen Finnland; seinen zweiten Einsatz hatte er ebenfalls gegen Finnland.

## Erfolge
Mit Jahn Regensburg
- Aufstieg in die 2. Bundesliga 2012

Mit Mersin İdman Yurdu
- Playoff-Sieger der TFF 1. Lig und Aufstieg in die Süper Lig: 2013/14

Mit Alemannia Aachen
- Mittelrheinpokalsieger: 2019